# Mouvement de l'enfance ouvrière
 (août 2015).
Si vous disposez d'ouvrages ou d'articles de référence ou si vous connaissez des sites web de qualité traitant du thème abordé ici, merci de compléter l'article en donnant les références utiles à sa vérifiabilité et en les liant à la section « Notes et références ».
Le Mouvement de l'enfance ouvrière est le nom qu’a pris en 1953 l'organisation des Faucons rouges en France.

## La Fondation
En France, le mouvement apparut en 1930 grâce à l’aide de militants socialistes en grande partie issus des Jeunesses socialistes (désormais MJS) et de la CGT, et aussi grâce au soutien des municipalités socialistes. Les encadrants furent soutenus et rejoints par des anciens scouts protestants. L'organisation encadrait les enfants sans pourtant faire œuvre de propagande et les faisait vivre dans l'idéal « de la société socialiste future ». 
Les concepts pédagogiques utilisés à l'époque était très innovant tel que le concept de la "République d'Enfant", c'est-à-dire l'organisation de camps d'été régis selon les méthodes de "l'idéal socialiste", de démocratie, de respect des choix de l'enfant et la réalisation de projet collectif. Le mouvement disposait d'une Loi en dix points dont certains rappellent ceux de Baden-Powell.
- Nous sommes des enfants de travailleurs, nous en sommes fiers ;
- Nous sommes toujours fidèles à nos camarades ;
- Nous voyons en chaque travailleur un ami et un frère ;
- Nous sommes courageux, jamais désespérés et toujours prêts à nous rendre utiles ;
- Nous sommes disciplinés, on peut compter sur nous ;
- Nous, filles et garçons de la classe ouvrière, voulons être élevés ensemble ;
- Nous disons librement et loyalement notre opinion ;
- Nous respectons la conviction de chacun ;
- Nous protégeons la nature et tout ce que l’homme a créé à l’usage de la collectivité ;
- Nous sommes propres et sains ;
- Nous luttons contre l’alcool et l’usage du tabac ;
- Nous ne lisons que de bons livres.

Proche de la SFIO, notamment après 1936, ce n’était pourtant pas une organisation d’éducation pour le parti. Opposé à la guerre en Espagne, les Faucons Rouges et les Jeunes socialistes sont dissous en novembre 1936, en raison de leurs critiques à l’égard de Léon Blum. La dernière et quatrième république internationale d'enfants du Mouvement international des Faucons - Internationale socialiste d'éducation « Paix et Liberté » a eu lieu à Wandre en Belgique en août 1939, sans les organisations de l’Europe de l’Est.

## Le MEO après la guerre
Après la guerre, les Jeunesses socialistes, dirigées par Pierre Mauroy, sont dissoutes par Guy Mollet. Frustré et soucieux de répondre aux aspirations à une nouvelle société des loisirs Pierre Mauroy créa la Fédération Léo Lagrange. Le Parti communiste français contribua, sous l'impulsion de Pierre François, à la création des Francas.
Des sections de Faucons rouges se sont reconstitués à la Libération et ont participé à plusieurs camps internationaux du Mouvement international des Faucons - Internationale socialiste d'éducation.
Les Faucons rouges deviennent le Mouvement de l'Enfance Ouvrière en 1953. Un des responsables nationaux du Mouvement de l'Enfance Ouvrière était Louis Perrein (qui fut par la suite maire socialiste de Villiers-le-Bel). La Fédération Léo Lagrange (FLL) a pris ses distances avec les méthodes pédagogiques du MEO jugées obsolètes. Les mouvements politiques de jeunes ne correspondaient plus à la réalité des années 1950.
Les sections disparaissant les unes après les autres, 1960 a marqué la fin du particularisme du MEO. La FLL et le MEO ont signé un protocole d’accord.
Dans les années 1960, le MEO a été présidé par Jo Sirito de Toulon (décédé le 11 novembre 2011) puis par Tony Koch de Mulhouse de 1965 à 1990.
Le siège national du MEO a été transféré à Mulhouse en 1971. Conformément au droit local en Alsace et en Moselle, la section du MEO de Mulhouse est enregistrée au tribunal d'instance de Mulhouse en tant qu'association loi de 1908 sous le n°1508 P.

## Les sections
Elle possède sections à Dieppe, Rouen, Toulon, Toulouse, Narbonne, Bordeaux, Paris, Saintes et Mulhouse.

## Les camps
- Draveil 1932
- Ostende 1933
- Col de Marousse 1934
- Saint Claude 1934
- Verneuil-l'Étang 1935
- Capbreton 1936
- Longarisse 1953
- Villars-sur-Ain 1954
- Longarisse août 1955
- Le Quesnoy août 1956
- Bethof (Allemagne) 1957
- Lacapelle-Marival 1958
- Val-des-Prés 1959
- Willer-sur-Thur 1960

## Aujourd'hui
La section du MEO/Faucons Rouges de Toulon a changé de nom en 1997 en Mouvement Grange Saint-Jean, domicilié à la Seyne-sur-Mer. Début 2014, la section de Toulon a repris le nom de Mouvement de l'Enfance Ouvrière. La section du MEO/Faucons Rouges en France de Mulhouse gère le chalet de Willer-sur-Thur (Haut-Rhin) et n'organise plus d'activités d'enfants ou d'adolescents ni de camps. Elle n'appartient plus au Mouvement international des Faucons - Internationale socialiste d'éducation.